# 110 Herculis
110 Herculis, som är stjärnans Flamsteed-beteckning, är en ensam stjärna i den västra delen av stjärnbilden Herkules. Den har en genomsnittlig skenbar magnitud på ca 4,19 och är synlig för blotta ögat där ljusföroreningar ej förekommer. Baserat på parallaxmätning inom Hipparcosuppdraget på ca 52,1 mas, beräknas den befinna sig på ett avstånd på ca 63 ljusår (ca 19 parsek) från solen. Den rör sig bort från solen med en heliocentrisk radialhastighet på ca 23 km/s.

## Egenskaper
110 Herculis är en gul till vit stjärna i huvudserien av spektralklass F6 V. Den har en massa som är ca 1,4 – 1,7 solmassor, en radie som är ca 2 solradier  och utsänder ca 6 gånger mera energi än solen från dess fotosfär vid en effektiv temperatur på ca 6 400 K. Ett överskott av infraröd strålning har observerats, vilket tyder på närvaro av en omgivande stoftskiva.
110 Herculis är en misstänkt variabel, som varierar mellan visuell magnitud +4,17 och 4,21 utan någon fastställd periodicitet.